# 野町啓
野町 啓（のまち あきら、1933年 - 2017年）は、日本の歴史学者。筑波大学・茨城県立医療大学名誉教授。専攻は古代アレクサンドリアの思想史。

## 来歴
東京教育大学大学院文学研究科博士課程満期退学。弘前大学助教授、筑波大学教授、1997年定年退官、名誉教授、茨城県立医療大学教授、退職して名誉教授。

## 著書
- 『初期クリスト教とギリシア哲学』（創文社） 1972
- 『謎の古代都市アレクサンドリア』（講談社現代新書） 2000.2
  - 『学術都市アレクサンドリア』（講談社学術文庫） 2009.9

## 翻訳
- 『初期キリスト教とパイディア』（W・イェーガー、筑摩叢書） 1964、新版1985
- 『神の国（2）』（アウグスティヌス「著作集12」、茂泉昭男共訳、教文館） 1982
- 『神話の系譜学』（松村一男・高田勇・加藤光也・久米博共訳、平凡社 叢書ヒストリー・オブ・アイディアズ） 1987.6
- 『アレクサンドリアのフィロン入門』（E・R・グッドイナフ、兼利琢也・田子多津子共訳、教文館） 1994.6
- 『世界の創造』（アレクサンドリアのフィロン、田子多津子共訳、教文館 ユダヤ古典叢書） 2007.7